# Castelreng
Castelreng  es una pequeña localidad y comuna francesa, situada en el departamento del Aude en la región de Languedoc-Roussillon. 
A sus habitantes se les conoce por el gentilicio Castelrengois.

## Demografía
| 170 | 197 | 158 | 168 | 174 | 165 |
| Para los censos de 1962 a 1999 la población legal corresponde a la población sin duplicidades (Fuente: INSEE [Consultar]) |     |     |     |     |     |

(Población sans doubles comptes según la metodología del INSEE).